# Caméra Biokam
La caméra Biokam, utilisant un format spécifique, a été créée en 1899 par les Britanniques Alfred Wrench et Alfred Darling pour concurrencer la Birtac de leur concitoyen Birt Acres. Deux fois moins chère, elle eut un peu plus de succès qui n’atteint cependant pas l’Europe continentale.

## Description de laBiokam

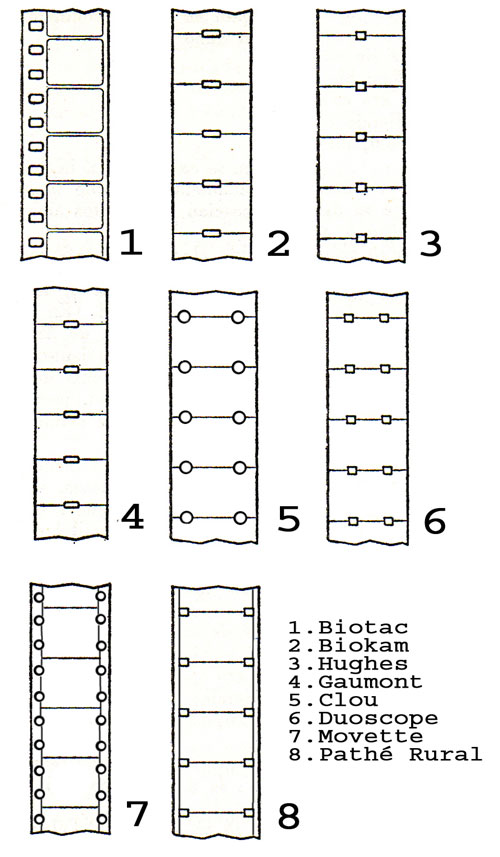
Les différents formats de 15,5 mm avec les modèles correspondants.

La Birtac (1) concurrente entraîne la pellicule dans son mouvement intermittent selon le procédé de la came battante qui pousse le film d’un pas à l’autre grâce à un « doigt » qui ne prend pas appui sur les perforations (elles ne servent qu’à dérouler le film en continu sur un tambour denté). 
En revanche, la Biokam (2) est équipée d’une griffe qui entre dans la perforation centrale pour activer le mouvement alternatif. Le prototype est luxueusement taillé dans du bois d’ébène ; par la suite, ce sera encore plus un bijou, puisqu’elle sera en acajou. À l’époque, le cinéma d’amateur est un loisir de riches.
Un petit mono-magasin l’alimente par le haut en une bobine de pellicule de 17,5 mm de 7,5 mètres de long, soit quelque 50 secondes de prise de vues. Après son passage dans le mécanisme intermittent, le film n’est pas rembobiné. Il se déroule en serpentin dans le boîtier prévu à cet effet, qui peut être démonté et remplacé par un boîtier vide. Le film non développé sera ré-enroulé en chambre noire avant traitement. 
La visée se fait avant de charger l’appareil, à travers la fenêtre de cadrage du film placée derrière l’objectif. Cette caméra est réversible, c’est-à-dire qu’elle peut faire office également d’appareil de projection en lui ajoutant à l’arrière une boîte à lumière (le même principe choisi pour le cinématographe Lumière). Cette caméra peut permettre aussi le tirage de copies, et la prise de photos. D'autre part, la surface de ses photogrammes est deux fois plus grande que celle de la Birtac.
Ses distributeurs expliquent fièrement le choix de l’appellation Biokam : « The word Biokam therefore literally means a « Living Camera » (Littéralement, le mot Biokam signifie que cette caméra est vivante). »